# 板橋ジャンクション

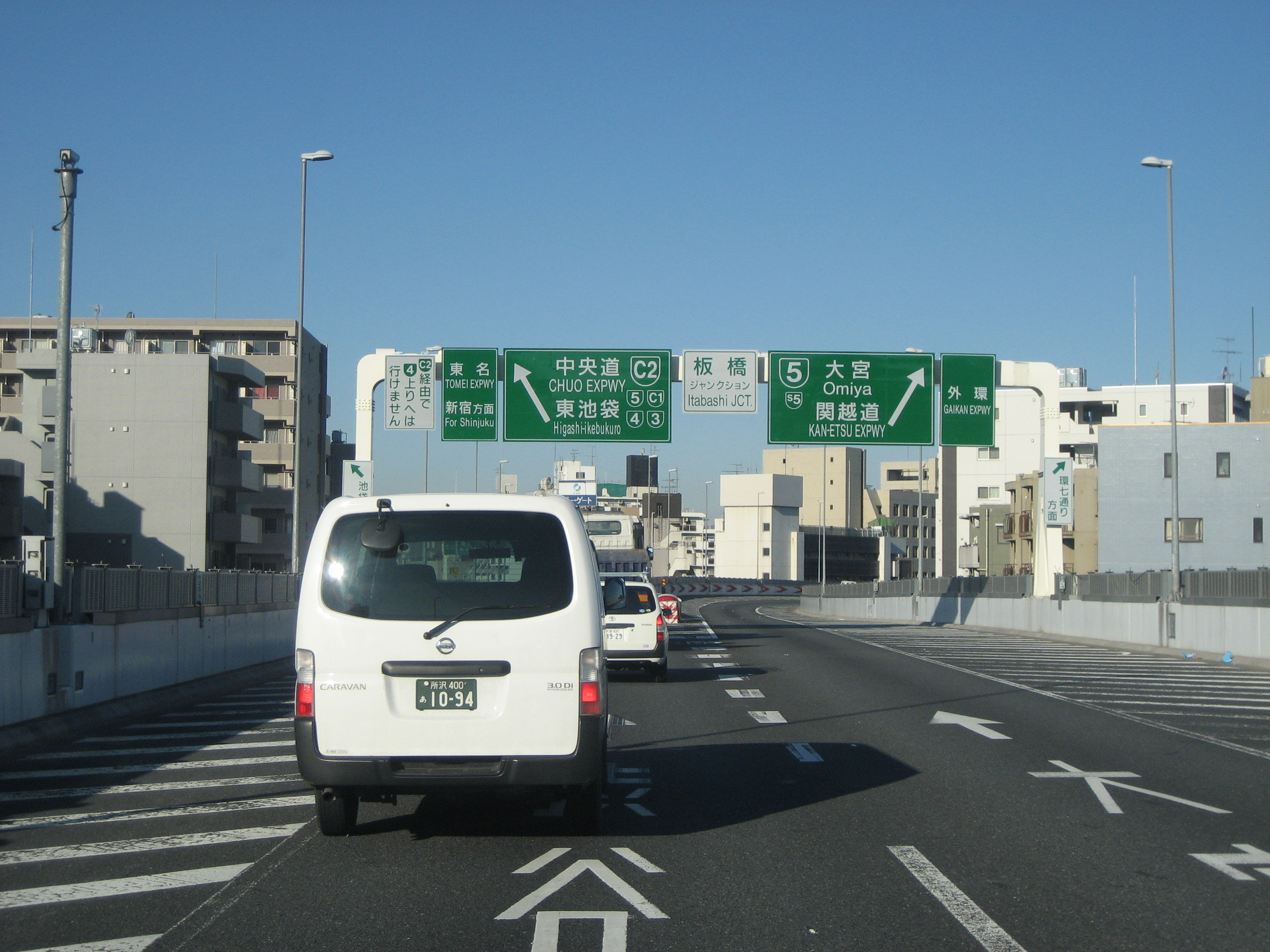
首都高速中央環状線内回り分岐付近

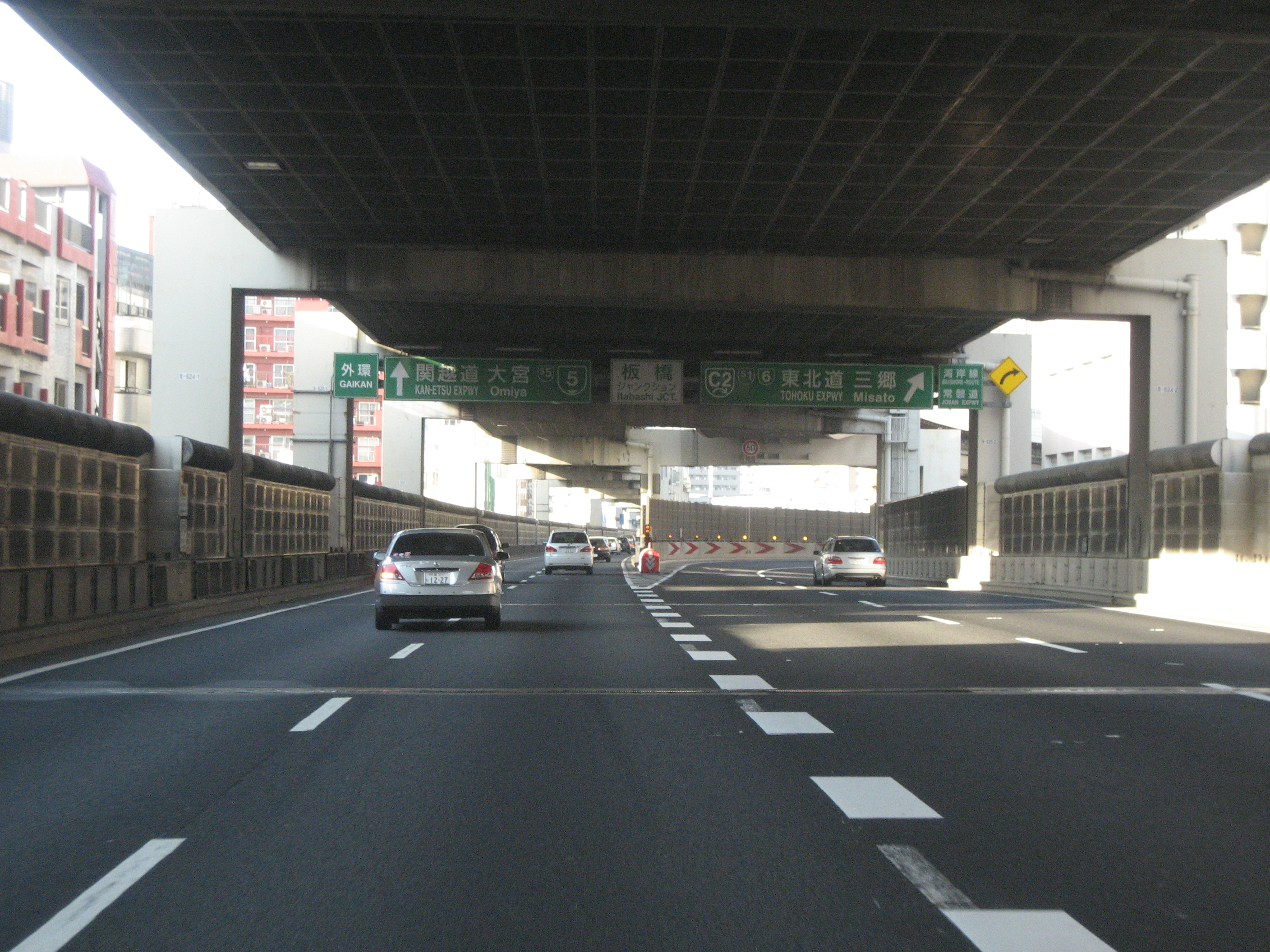
首都高速5号池袋線下り分岐付近

板橋ジャンクション（いたばしジャンクション）は、東京都板橋区にある、首都高速道路5号池袋線と中央環状線を結ぶジャンクションである。
周辺の地名は板橋、仲宿、大山東町、大山金井町、氷川町である。板橋本町出入口 - 新板橋出口間は国道17号（中山道）、板橋本町出入口 - 熊野町JCT間は山手通り、熊野町JCT - 新板橋出口間は旧川越街道の上を通る。また都営地下鉄三田線板橋区役所前駅の真上にあり、板橋区役所はジャンクションの中に立地するような形となっている。

## 接続している路線
- 首都高速5号池袋線
- 首都高速中央環状線

## 構造
板橋本町入口から中央環状線外回り方面への利用はできない。また、熊野町JCT - 板橋JCT間は5号池袋線と中央環状線との重複区間である。
首都高速中央環状王子線と首都高速中央環状新宿線方面を行き来する際は板橋JCT - 熊野町JCT間で首都高速5号池袋線の本線を平面交差する必要がある。逆もまた同様で、5号池袋線の高島平・戸田方面と池袋・竹橋方面を行き来する際は両JCT間で中央環状線の本線を平面交差する必要がある。
JCT間の短い区間での分岐・合流による渋滞が発生していたことから、この渋滞緩和を図るため、「中央環状線機能強化事業」の一環として板橋JCT - 熊野町JCT間を従来の3車線から4車線化に拡幅する工事が行われ、2018年3月18日に完成した。

## 隣
首都高速5号池袋線
(509)北池袋出入口 - 熊野町JCT - 板橋JCT - (511)板橋本町出入口
首都高速中央環状線
(C28)高松入口 - 熊野町JCT - 板橋JCT - (C29)新板橋出口 - (C31)滝野川入口